# برایان هایلند
برایان هایلند (انگلیسی: Brian Hyland؛ زادهٔ ۱۲ نوامبر ۱۹۴۳) یک موسیقی‌دان اهل ایالات متحده آمریکا است. وی از سال ۱۹۶۰ میلادی تاکنون مشغول فعالیت بوده‌است.